# Aralia-uitbreekkogeltje
Het Aralia-uitbreekkogeltje (Diaporthe araliae) is een schimmel behorend tot de familie Diaporthaceae. Het komt voor in loofbossen op rijk zandgronden. Het leeft saprotroof op dode takken van Corylus. 

## Verspreiding
In Nederland komt het uiterst zeldzaam voor.